# Ilona Bruzsenyák
Ilona Bruzsenyák (Hungría, 14 de septiembre de 1950) fue una atleta húngara especializada en la prueba de salto de longitud, en la que consiguió ser subcampeona europea en 1974.

## Carrera deportiva
En el Campeonato Europeo de Atletismo de 1974 ganó la medalla de oro en el salto de longitud, con un salto de 6.65 metros, superando a la checoslovaca Eva Šuranová (plata también con 6.65 m) y a la finlandesa Pirkko Helenius (bronce con 6.59 m).